# Seria GP2 – Monaco 2015
Runda GP2 na torze Circuit de Monaco – trzecia runda mistrzostw serii GP2 w sezonie 2015.

## Lista startowa
| Nr | Kierowca            | Zespół              | Samochód       | Silnik              | Opony |
| -- | ------------------- | ------------------- | -------------- | ------------------- | ----- |
| 1  | Pierre Gasly        | DAMS                | Dallara GP2/11 | Mecachrome V8 4.00l | P     |
| 2  | Alex Lynn           | DAMS                | Dallara GP2/11 | Mecachrome V8 4.00l | P     |
| 3  | Julián Leal         | Carlin              | Dallara GP2/11 | Mecachrome V8 4.00l | P     |
| 4  | Marco Sørensen      | Carlin              | Dallara GP2/11 | Mecachrome V8 4.00l | P     |
| 5  | Stoffel Vandoorne   | ART Grand Prix      | Dallara GP2/11 | Mecachrome V8 4.00l | P     |
| 6  | Nobuharu Matsushita | ART Grand Prix      | Dallara GP2/11 | Mecachrome V8 4.00l | P     |
| 7  | Jordan King         | Racing Engineering  | Dallara GP2/11 | Mecachrome V8 4.00l | P     |
| 8  | Alexander Rossi     | Racing Engineering  | Dallara GP2/11 | Mecachrome V8 4.00l | P     |
| 9  | Mitch Evans         | Russian Time        | Dallara GP2/11 | Mecachrome V8 4.00l | P     |
| 10 | Artiom Markiełow    | Russian Time        | Dallara GP2/11 | Mecachrome V8 4.00l | P     |
| 11 | Raffaele Marciello  | Trident             | Dallara GP2/11 | Mecachrome V8 4.00l | P     |
| 12 | René Binder         | Trident             | Dallara GP2/11 | Mecachrome V8 4.00l | P     |
| 14 | Arthur Pic          | Campos Racing       | Dallara GP2/11 | Mecachrome V8 4.00l | P     |
| 15 | Rio Haryanto        | Campos Racing       | Dallara GP2/11 | Mecachrome V8 4.00l | P     |
| 16 | Sergio Canamasas    | MP Motorsport       | Dallara GP2/11 | Mecachrome V8 4.00l | P     |
| 17 | Daniël de Jong      | MP Motorsport       | Dallara GP2/11 | Mecachrome V8 4.00l | P     |
| 18 | Siergiej Sirotkin   | Rapax               | Dallara GP2/11 | Mecachrome V8 4.00l | P     |
| 19 | Robert Vișoiu       | Rapax               | Dallara GP2/11 | Mecachrome V8 4.00l | P     |
| 20 | André Negrão        | Arden International | Dallara GP2/11 | Mecachrome V8 4.00l | P     |
| 21 | Norman Nato         | Arden International | Dallara GP2/11 | Mecachrome V8 4.00l | P     |
| 22 | Marlon Stöckinger   | Status Grand Prix   | Dallara GP2/11 | Mecachrome V8 4.00l | P     |
| 23 | Richie Stanaway     | Status Grand Prix   | Dallara GP2/11 | Mecachrome V8 4.00l | P     |
| 24 | Nick Yelloly        | Hilmer Motorsport   | Dallara GP2/11 | Mecachrome V8 4.00l | P     |
| 25 | Johnny Cecotto Jr.  | Hilmer Motorsport   | Dallara GP2/11 | Mecachrome V8 4.00l | P     |
| 26 | Nathanaël Berthon   | Lazarus             | Dallara GP2/11 | Mecachrome V8 4.00l | P     |
| 27 | Zoël Amberg         | Lazarus             | Dallara GP2/11 | Mecachrome V8 4.00l | P     |
| Nr | Kierowca            | Zespół              | Samochód       | Silnik              | Opony |

## Wyniki

### Sesja treningowa
| Nr | Kierowca   | Konstruktor   | Czas     | Okr. |
| -- | ---------- | ------------- | -------- | ---- |
| 14 | Arthur Pic | Campos Racing | 1:20,556 | 24   |

### Kwalifikacje
Źródło: Autosport

#### Grupa A
| Poz. | Nr | Kierowca           | Konstruktor         | Czas     | Poz. s. |
| ---- | -- | ------------------ | ------------------- | -------- | ------- |
| 1    | 11 | Raffaele Marciello | Trident             | 1:40,357 | 2       |
| 2    | 5  | Stoffel Vandoorne  | ART Grand Prix      | 1:41,124 | 4       |
| 3    | 3  | Julián Leal        | Carlin              | 1:41,655 | 6       |
| 4    | 7  | Jordan King        | Racing Engineering  | 1:41,895 | 8       |
| 5    | 17 | Daniël de Jong     | MP Motorsport       | 1:42,150 | 10      |
| 6    | 1  | Pierre Gasly       | DAMS                | 1:42,248 | 12      |
| 7    | 23 | Richie Stanaway    | Status Grand Prix   | 1:42,425 | 14      |
| 8    | 27 | Zoël Amberg        | Lazarus             | 1:42,539 | 16      |
| 9    | 9  | Mitch Evans        | Russian Time        | 1:42,804 | 18      |
| 10   | 15 | Rio Haryanto       | Campos Racing       | 1:42,913 | 23      |
| 11   | 25 | Johnny Cecotto Jr. | Hilmer Motorsport   | 1:43,386 | 21      |
| 12   | 21 | Norman Nato        | Arden International | 1:44,286 | 24      |
| 13   | 19 | Robert Vișoiu      | Rapax               | 1:44,475 | 26      |
| Poz. | Nr | Kierowca           | Konstruktor         | Czas     | Poz. s. |

#### Grupa B
| Poz. | Nr | Kierowca            | Konstruktor         | Czas     | Poz. s. |
| ---- | -- | ------------------- | ------------------- | -------- | ------- |
| 1    | 8  | Alexander Rossi     | Racing Engineering  | 1:37,019 | 1       |
| 2    | 14 | Arthur Pic          | Campos Racing       | 1:37,617 | 3       |
| 3    | 18 | Siergiej Sirotkin   | Rapax               | 1:38,391 | 5       |
| 4    | 24 | Nick Yelloly        | Hilmer Motorsport   | 1:38,618 | 7       |
| 5    | 16 | Sergio Canamasas    | MP Motorsport       | 1:38,691 | 9       |
| 6    | 6  | Nobuharu Matsushita | ART Grand Prix      | 1:39,020 | 11      |
| 7    | 10 | Artiom Markiełow    | Russian Time        | 1:39,073 | 13      |
| 8    | 20 | André Negrão        | Arden International | 1:39,142 | 15      |
| 9    | 2  | Alex Lynn           | DAMS                | 1:39,186 | 17      |
| 10   | 4  | Marco Sørensen      | Carlin              | 1:39,532 | 19      |
| 11   | 12 | René Binder         | Trident             | 1:39,539 | 20      |
| 12   | 26 | Nathanaël Berthon   | Lazarus             | 1:40,101 | 22      |
| 13   | 22 | Marlon Stöckinger   | Status Grand Prix   | 1:41,503 | 25      |
| Poz. | Nr | Kierowca            | Konstruktor         | Czas     | Poz. s. |

### Główny wyścig

#### Wyścig
Źródło: Wyprzedź Mnie!
| P                 | + / –     | Nr | Kierowca            | Konstruktor         | Okr. | Czas / Strata | Komentarz |
| ----------------- | --------- | -- | ------------------- | ------------------- | ---- | ------------- | --------- |
| 1                 | 3         | 5  | Stoffel Vandoorne   | ART Grand Prix      | 40   | 58:12,368     |           |
| 2                 | 1         | 8  | Alexander Rossi     | Racing Engineering  | 40   | +0:06,292     |           |
| 3                 | 6         | 16 | Sergio Canamasas    | MP Motorsport       | 40   | +0:16,726     |           |
| 4                 | 1         | 14 | Arthur Pic          | Campos Racing       | 40   | +0:17,813     |           |
| 5                 | Bez zmian | 18 | Siergiej Sirotkin   | Rapax               | 40   | +0:20,691     |           |
| 6                 | Bez zmian | 3  | Julián Leal         | Carlin              | 40   | +0:25,164     | [ a ]     |
| 7                 | 7         | 23 | Richie Stanaway     | Status Grand Prix   | 40   | +0:25,470     |           |
| 8                 | 6         | 11 | Raffaele Marciello  | Trident             | 40   | +0:26,803     |           |
| 9                 | 1         | 7  | Jordan King         | Racing Engineering  | 40   | +0:31,339     |           |
| 10                | 3         | 24 | Nick Yelloly        | Hilmer Motorsport   | 40   | +0:42,915     |           |
| 11                | 9         | 12 | René Binder         | Trident             | 40   | +0:43,837     |           |
| 12                | 2         | 17 | Daniël de Jong      | MP Motorsport       | 40   | +0:45,528     |           |
| 13                | 4         | 2  | Alex Lynn           | DAMS                | 40   | +0:46,824     |           |
| 14                | 2         | 1  | Pierre Gasly        | DAMS                | 40   | +0:47,666     |           |
| 15                | 11        | 19 | Robert Vișoiu       | Rapax               | 40   | +0:49,290     | [ b ]     |
| 16                | 7         | 15 | Rio Haryanto        | Campos Racing       | 40   | +0:51,085     |           |
| 17                | 5         | 26 | Nathanaël Berthon   | Lazarus             | 40   | +0:52,135     |           |
| 18                | 6         | 21 | Norman Nato         | Arden International | 40   | +1:02,735     | [ c ]     |
| 19                | 6         | 22 | Marlon Stöckinger   | Status Grand Prix   | 40   | +1:07,600     |           |
| 20                | 1         | 25 | Johnny Cecotto Jr.  | Hilmer Motorsport   | 40   | +1:07,999     |           |
| 21                | 6         | 20 | André Negrão        | Arden International | 39   | +1 okr        |           |
| 22                | 6         | 27 | Zoël Amberg         | Lazarus             | 39   | +1 okr        |           |
| Niesklasyfikowani |           |    |                     |                     |      |               |           |
|                   |           | 9  | Mitch Evans         | Russian Time        | 18   |               |           |
|                   |           | 10 | Artiom Markiełow    | Russian Time        | 12   |               |           |
|                   |           | 4  | Marco Sørensen      | Carlin              | 10   |               |           |
|                   |           | 6  | Nobuharu Matsushita | ART Grand Prix      | 7    |               | [ 4 ]     |
| P                 | + / –     | Nr | Kierowca            | Konstruktor         | Okr. | Czas / Strata | Komentarz |

#### Najszybsze okrążenie
| Nr | Kierowca     | Konstruktor       | Czas     | Okr. |
| -- | ------------ | ----------------- | -------- | ---- |
| 24 | Nick Yelloly | Hilmer Motorsport | 1:22,314 | 23   |

#### Prowadzenie w wyścigu
| Nr                              | Kierowca           | Okrążenia | Suma |
| ------------------------------- | ------------------ | --------- | ---- |
| 5                               | Stoffel Vandoorne  | 19-40     | 21   |
| 8                               | Alexander Rossi    | 1, 7-19   | 12   |
| 11                              | Raffaele Marciello | 1-7       | 7    |
| \| Wykres \| \| ------ \| \| \| |                    |           |      |
| Wykres                          |                    |           |      |
|                                 |                    |           |      |

### Sprint

#### Wyścig
Źródło: Wyprzedź Mnie!
| P                 | + / –     | Nr | Kierowca            | Konstruktor         | Okr. | Czas / Strata | Komentarz |
| ----------------- | --------- | -- | ------------------- | ------------------- | ---- | ------------- | --------- |
| 1                 | 1         | 23 | Richie Stanaway     | Status Grand Prix   | 30   | 42:45,918     |           |
| 2                 | 1         | 11 | Raffaele Marciello  | Trident             | 30   | +0:02,038     |           |
| 3                 | 1         | 18 | Siergiej Sirotkin   | Rapax               | 30   | +0:03,207     |           |
| 4                 | 2         | 16 | Sergio Canamasas    | MP Motorsport       | 30   | +0:05,698     |           |
| 5                 | 2         | 3  | Julián Leal         | Carlin              | 30   | +0:13,479     |           |
| 6                 | 1         | 14 | Arthur Pic          | Campos Racing       | 30   | +0:20,637     |           |
| 7                 | Bez zmian | 8  | Alexander Rossi     | Racing Engineering  | 30   | +0:22,119     |           |
| 8                 | Bez zmian | 5  | Stoffel Vandoorne   | ART Grand Prix      | 30   | +0:23,103     |           |
| 9                 | 1         | 24 | Nick Yelloly        | Hilmer Motorsport   | 30   | +0:33,361     |           |
| 10                | 4         | 1  | Pierre Gasly        | DAMS                | 30   | +0:45,367     |           |
| 11                | 2         | 2  | Alex Lynn           | DAMS                | 30   | +0:46,007     |           |
| 12                | Bez zmian | 17 | Daniël de Jong      | MP Motorsport       | 30   | +0:47,018     |           |
| 13                | 2         | 19 | Robert Vișoiu       | Rapax               | 30   | +0:47,331     |           |
| 14                | 10        | 10 | Artiom Markiełow    | Russian Time        | 30   | +0:47,697     |           |
| 15                | 2         | 26 | Nathanaël Berthon   | Lazarus             | 30   | +0:50,015     |           |
| 16                | 5         | 12 | René Binder         | Trident             | 30   | +0:58,315     |           |
| 17                | 4         | 20 | André Negrão        | Arden International | 30   | +0:58,464     |           |
| 18                | 1         | 22 | Marlon Stöckinger   | Status Grand Prix   | 30   | +0:59,823     |           |
| 19                | 7         | 6  | Nobuharu Matsushita | ART Grand Prix      | 30   | +1:00,570     |           |
| 20                | 5         | 4  | Marco Sørensen      | Carlin              | 30   | +1:08,579     | [ d ]     |
| 21                | 3         | 21 | Norman Nato         | Arden International | 30   | +1:10,989     | [ e ]     |
| Niesklasyfikowani |           |    |                     |                     |      |               |           |
|                   |           | 7  | Jordan King         | Racing Engineering  | 24   |               | [ 6 ]     |
|                   |           | 27 | Zoël Amberg         | Lazarus             | 0    |               |           |
|                   |           | 15 | Rio Haryanto        | Campos Racing       | 0    |               |           |
|                   |           | 9  | Mitch Evans         | Russian Time        | 0    |               |           |
|                   |           | 25 | Johnny Cecotto Jr.  | Hilmer Motorsport   | 0    |               |           |
| P                 | + / –     | Nr | Kierowca            | Konstruktor         | Okr. | Czas / Strata | Komentarz |

#### Najszybsze okrążenie
| Nr | Kierowca    | Konstruktor         | Czas     | Okr. |
| -- | ----------- | ------------------- | -------- | ---- |
| 21 | Norman Nato | Arden International | 1:21,886 | 17   |

#### Premia za najszybsze okrążenie w TOP10
| Nr | Kierowca          | Konstruktor    | Czas     | Okr. |
| -- | ----------------- | -------------- | -------- | ---- |
| 5  | Stoffel Vandoorne | ART Grand Prix | 1:21,926 | 11   |

#### Prowadzenie w wyścigu
| Nr                              | Kierowca           | Okrążenia | Suma |
| ------------------------------- | ------------------ | --------- | ---- |
| 23                              | Richie Stanaway    | 1-30      | 30   |
| 11                              | Raffaele Marciello | 1         | 0    |
| \| Wykres \| \| ------ \| \| \| |                    |           |      |
| Wykres                          |                    |           |      |
|                                 |                    |           |      |

## Klasyfikacja po zakończeniu rundy

### Kierowcy
| P  | +/− | Kierowca            | Starty | Punkty | P1 | P2 | P3 | PP | NO | NS |
| -- | --- | ------------------- | ------ | ------ | -- | -- | -- | -- | -- | -- |
| 1  | 0   | Stoffel Vandoorne   | 6      | 114    | 3  | 2  | -  | 2  | 3  | -  |
| 2  | +1  | Alexander Rossi     | 6      | 70     | -  | 1  | 2  | 1  | -  | -  |
| 3  | −1  | Rio Haryanto        | 6      | 49     | 1  | 1  | -  | -  | -  | 1  |
| 4  | 0   | Mitch Evans         | 5      | 28     | -  | 1  | -  | -  | 1  | 2  |
| 5  | 0   | Alex Lynn           | 6      | 25     | 1  | -  | -  | -  | -  | -  |
| 6  | +5  | Raffaele Marciello  | 6      | 24     | -  | 1  | -  | -  | -  | 1  |
| 7  | +3  | Julián Leal         | 6      | 24     | -  | -  | -  | -  | -  | 1  |
| 8  | +13 | Sergio Canamasas    | 6      | 23     | -  | -  | 1  | -  | -  | 1  |
| 9  | +8  | Richie Stanaway     | 6      | 22     | 1  | -  | -  | -  | -  | -  |
| 10 | +9  | Siergiej Sirotkin   | 6      | 20     | -  | -  | 1  | -  | -  | -  |
| 11 | +4  | Arthur Pic          | 6      | 19     | -  | -  | -  | -  | -  | 1  |
| 12 | −6  | Nathanaël Berthon   | 6      | 16     | -  | -  | 1  | -  | -  | -  |
| 13 | −6  | Pierre Gasly        | 6      | 16     | -  | -  | 1  | -  | -  | 1  |
| 14 | −6  | Jordan King         | 6      | 14     | -  | -  | -  | -  | -  | 1  |
| 15 | −6  | Robert Vișoiu       | 6      | 12     | -  | -  | -  | -  | -  | -  |
| 16 | −4  | Nobuharu Matsushita | 6      | 7      | -  | -  | -  | -  | 1  | 1  |
| 17 | −4  | Artiom Markiełow    | 6      | 6      | -  | -  | -  | -  | -  | 1  |
| 18 | −4  | Norman Nato         | 6      | 6      | -  | -  | -  | -  | -  | 1  |
| 19 | −3  | André Negrão        | 6      | 3      | -  | -  | -  | -  | -  | -  |
| 20 | +3  | Nick Yelloly        | 4      | 3      | -  | -  | -  | -  | 1  | 1  |
| 21 | −3  | Daniël de Jong      | 6      | 0      | -  | -  | -  | -  | -  | -  |
| 22 | +2  | René Binder         | 6      | 0      | -  | -  | -  | -  | -  | 2  |
| 23 | −3  | Marlon Stöckinger   | 6      | 0      | -  | -  | -  | -  | -  | 1  |
| 24 | −2  | Zoël Amberg         | 6      | 0      | -  | -  | -  | -  | -  | 1  |
| 25 | 0   | Marco Sørensen      | 6      | 0      | -  | -  | -  | -  | -  | 2  |
| 26 | 0   | Johnny Cecotto Jr.  | 4      | 0      | -  | -  | -  | -  | -  | 2  |
| P  | +/− | Kierowca            | Starty | Punkty | P1 | P2 | P3 | PP | NO | NS |

### Zespoły
| P  | +/− | Konstruktor         | Starty | Punkty | P1 | P2 | P3 | PP | NO | NS |
| -- | --- | ------------------- | ------ | ------ | -- | -- | -- | -- | -- | -- |
| 1  | 0   | ART Grand Prix      | 12     | 121    | 3  | 2  | -  | 2  | 4  | 1  |
| 2  | 0   | Racing Engineering  | 12     | 84     | -  | 1  | 2  | 1  | -  | 1  |
| 3  | 0   | Campos Racing       | 12     | 68     | 1  | 1  | -  | -  | -  | 2  |
| 4  | 0   | DAMS                | 12     | 41     | 1  | -  | 1  | -  | -  | 1  |
| 5  | 0   | Russian Time        | 12     | 34     | -  | 1  | -  | -  | 1  | 4  |
| 6  | +1  | Rapax               | 12     | 32     | -  | -  | 1  | -  | -  | -  |
| 7  | +3  | Trident             | 12     | 24     | -  | 1  | -  | -  | -  | 3  |
| 8  | 0   | Carlin              | 12     | 24     | -  | -  | -  | -  | -  | 3  |
| 9  | +3  | MP Motorsport       | 12     | 23     | -  | -  | 1  | -  | -  | 1  |
| 10 | +1  | Status Grand Prix   | 12     | 22     | 1  | -  | -  | -  | -  | 1  |
| 11 | −5  | Lazarus             | 12     | 16     | -  | -  | 1  | -  | -  | 1  |
| 12 | −3  | Arden International | 12     | 9      | -  | -  | -  | -  | -  | 1  |
| 13 | 0   | Hilmer Motorsport   | 8      | 3      | -  | -  | -  | -  | 1  | 3  |
| P  | +/− | Konstruktor         | Starty | Punkty | P1 | P2 | P3 | PP | NO | NS |